# Прибой (лодочный мотор)
Лодочный мотор «Прибой» выпускался с 1968 года по конец 70-х годов одним из оборонных заводов СССР в качестве побочной мирной продукции. 
Мотор «Прибой» представлял собой двухтактный, двухцилиндровый двигатель рабочим объёмом 123 см.куб. , который имел мощность 5 лошадиных сил(по советскому методу измерения — на валу двигателя, но не винта) и вес 19 кг(без бака). Топливо — смесь бензина и масла в пропорции 25:1.
Даже по сегодняшним меркам это один из самых лёгких моторов в мире. Но этот лёгкий вес был достигнут тем, что в моторе начисто отсутствовали подшипники качения, вместо них были использованы подшипники скольжения — бронзовые втулки. Зажигание было контактным и унифицированным с мотором «Нептун», что в дальнейшем позволяло пользователям самостоятельно заменять его на бесконтактное.
По внешнему виду он напоминал несколько уменьшенный в размерах широко известный лодочный мотор «Ветерок».
Журнал «Катера и яхты» писал о недостатках данного мотора ещё в 1969 году : «Важны и технические параметры мотора. А здесь подвесной лодочный мотор „Прибой“ уступает (к сожалению, иногда существенно) лучшим мировым моторам аналогичного класса. Если его удельный вес не вызывает особых возражений, то литровая мощность 40. л. с./л) значительно ниже, чем у моторов „Томос“(Югославия), „Кресчент“ (Швеция) или „Цюндап“ (ФРГ), для которых этот показатель равен 60—65 л. с./л. Удельный расход горючего (около 500 г/л. с. час против 300 у названных иностранных моторов) также чрезмерно высок; по-видимому, за прототип был выбран далеко не лучший образец с малоэкономичной дефлекторной системой продувки.» (Подвесной лодочный мотор «Прибой» — Г. А. Макаров, Э. Р. Чертулов, журнал «Катера и яхты»,1969 г.).
Под мотором «Прибой» лодка «Казанка» с одним человеком на борту развивала скорость 12 км/час, с тремя — 10 км/час. (Аналогичную скорость «Казанка» может развивать например с современным мотором Suzuki DF2.5 в 2.5 л. с.).
Если продолжить мысль авторов статьи в журнале, то мотор «Прибой» не только сильно уступал западным образцам, но по литровой мощности он уступал и всем советским моторам, даже «Салюту».
К врождённым порокам конструкции стоит отнести отсутствие сальников коленвала на двигателе — их роль исполняли бронзовые втулки, являющиеся одновременно подшипниками скольжения, даже при малейшем износе которых начинал происходить подсос воздуха в кривошипную камеру, что учитывая принцип работы 2-х тактного двигателя приводило к проблемам с запуском и невозможности стабильной работы.
Выпускающийся одновременно с "Прибоем " 8-ми сильный мотор «Ветерок», был лишен практически всех вышеперечисленных недостатков «Прибоя», и зарекомендовал себя достаточно надежным средством для передвижения по воде. Он был всего на 5 кг тяжелее, но зато имел на 3 л.с больше, и стал настоящим бестселлером в СССР, выпускавшимся до середины 90-х годов, в отличие от «Прибоя», который стал пользоваться неважной репутацией и все более падающим спросом, что и привело к прекращению его выпуска в конце 70-х годов.
Но и у «Прибоя» даже сейчас немало поклонников, считающих, что данный мотор — чуть ли не лучший мотор, выпускавшийся промышленностью СССР, попросту недооцененный тогдашними водно-моторниками из-за отсутствия в те времена в продаже подходящих ему легких глиссирующих лодок.
Хотя если быть точными, данное утверждение более чем спорно, ведь специально под мотор «Прибой» в СССР выпускались такие лодки как картоп «Онега» и разборная алюминиевая лодка «Романтика». Также надо помнить, что во времена СССР люди, лишенные разнообразия товаров в магазинах, самостоятельно изготавливали любые лодки на свой вкус и цвет из обычной фанеры, стеклоткани и эпоксидного клея.
К достоинствам мотора поклонники относят:
- Малый вес.
- Компактность и неприхотливость к топливу и маслам.
- Относительно качественная сборка моторов первых выпусков.
- Смехотворная цена на вторичном рынке.

К недостаткам мотора относятся:
- Комплектация мотора всего одним полускоростным винтом.
- Очень высокий удельный расход топлива — около 500 грамм на 1 л. с. в час против 300 гр./л. с./ч. у аналогов.
- Сложности с запасными частями даже в годы производства ввиду малой унификации узлов.
- Отсутствие заднего хода в редукторе, впрочем, это недостаток почти всех маломощных моторов того времени, включая и «Ветерок».
- Ненадёжный и неудобный ручной стартёр с нижним расположением шнура.
- Сложный и плохо поддающийся регулировкам карбюратор, совмещенный с бензонасосом.
- Отсутствие встроенного бака.
- Удручающая ненадёжность и очень малый срок службы до ремонта, доказательством чего служит большое количество почти новых экземпляров сохранившихся по сараям до нашего времени.